# Indianris
Indianris (Zizania aquatica) är en gräsart som beskrevs av Carl von Linné. Enligt Catalogue of Life ingår Indianris i släktet indianrissläktet och familjen gräs, men enligt Dyntaxa är tillhörigheten istället släktet indianrissläktet och familjen gräs. Arten har ej påträffats i Sverige. Utöver nominatformen finns också underarten Z. a. interior.

## Bildgalleri

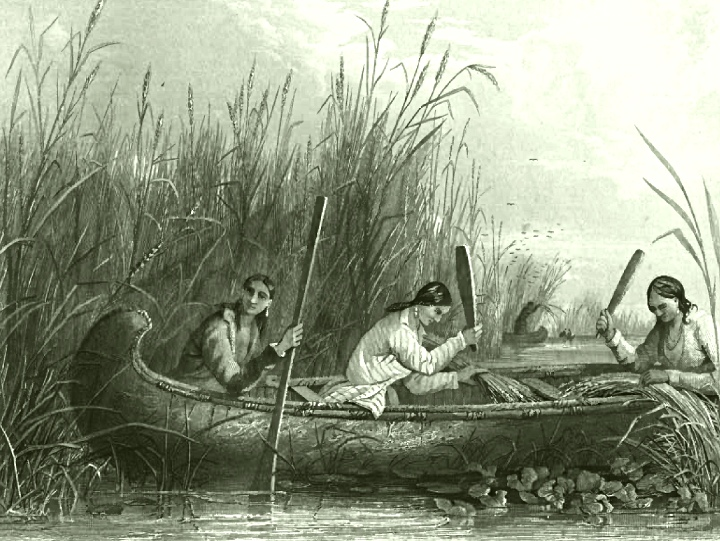
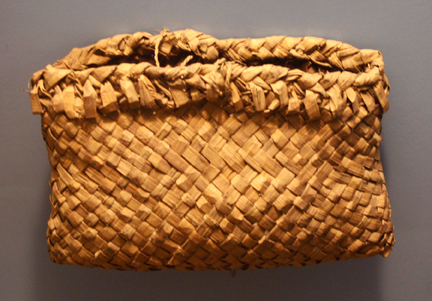
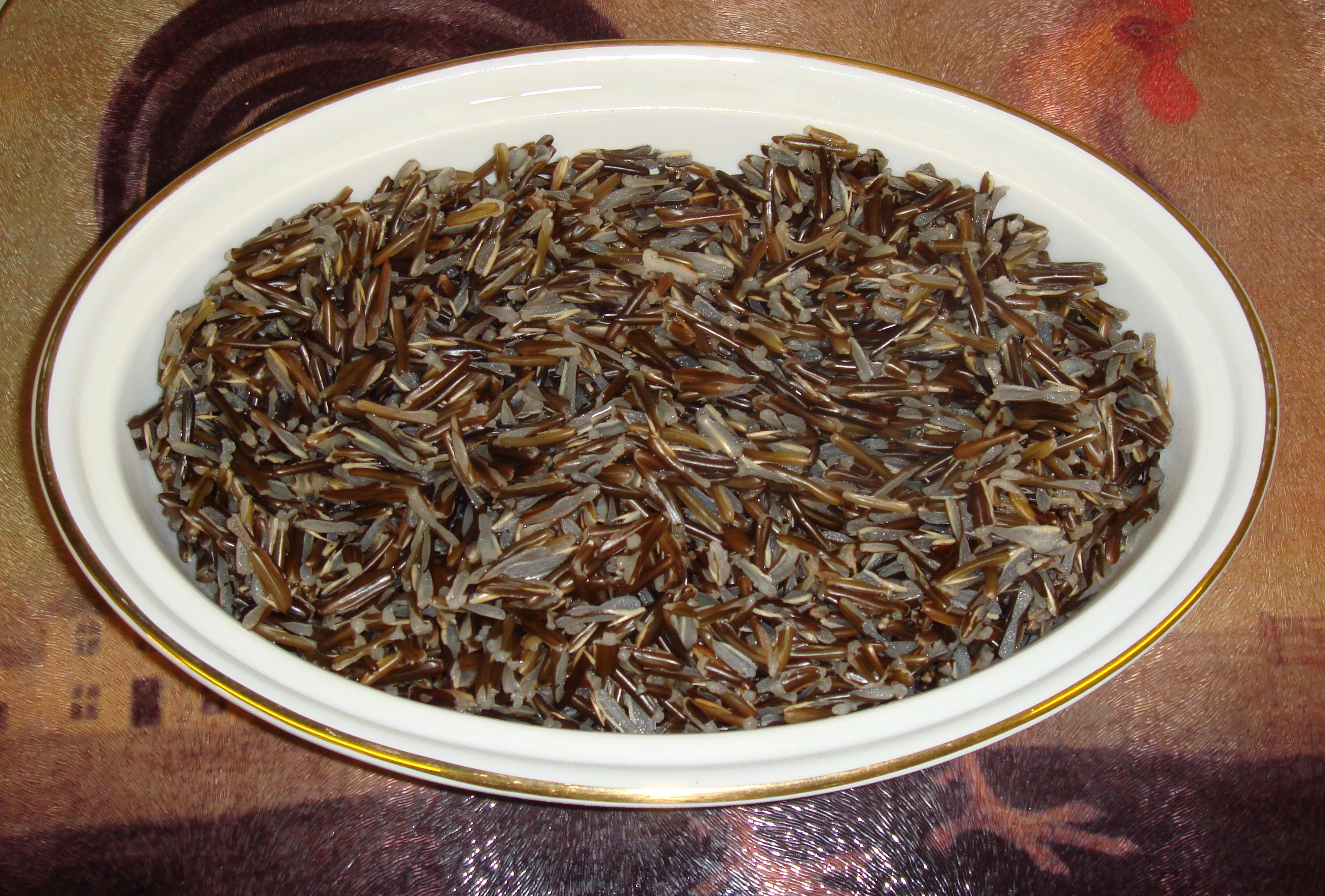
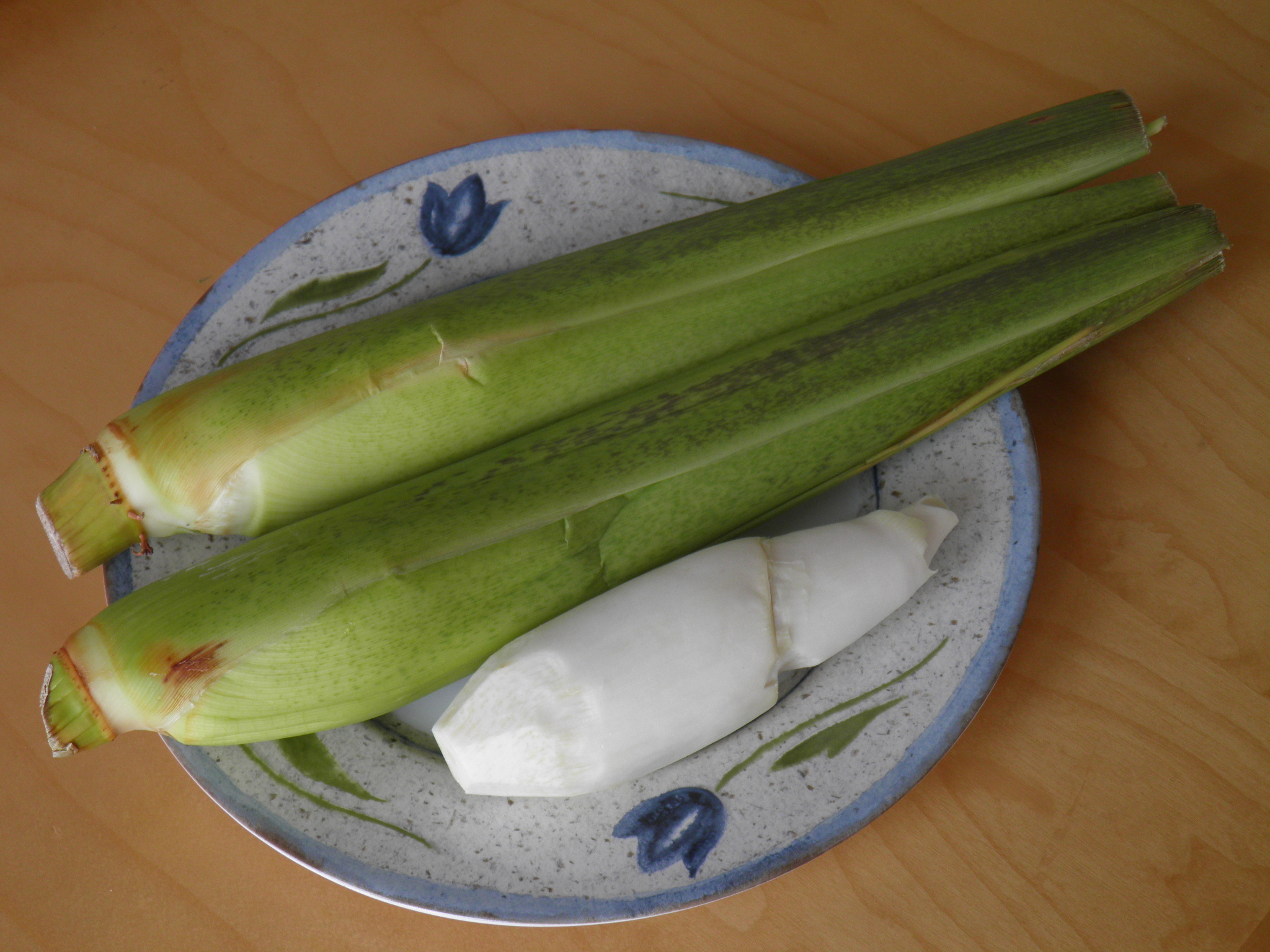